# Nezha (godheid)
Nezha of Nazha is een daoïstische beschermgod van mensen die zich verplaatsen in wagens. De god was oorspronkelijk boeddhistisch en werd voor het eerst door boeddhisten vereerd. Nezha is een bekende figuur in de Japanse anime. De officiële daoïstische naam van de god is Zhongtan Yuanshuai (中壇元帥). Recent onderzoek vond de oorsprong van Nezha in het karakter van Nalakuvara.

## Verhaal
Nezha had de familienaam Li (李) en wordt vaak beschreven als iemand die in de lucht vliegt met een wiel van vuur onder elk van zijn voeten en altijd een speer in zijn hand. Soms heeft hij meer armen en hoofden. Nezha ziet er op afbeeldingen jeugdig uit en helemaal niet volwassen.
Nezha was de derde zoon van generaal Li Jing, een militaire leider in het fort Chentangguan. Nezha's geboorte was uiterst bijzonder. Zijn moeder, mejuffrouw Yin, werd zwanger en wachtte wel drie jaar en zes maanden om Nezha ter wereld te brengen. Nezha was een klomp/bal vlees. Zijn vader werd boos van dit waarlijk monster en trok zijn zwaard uit om de bal vlees in tweeën te hakken. Hierop sprong de bal weg en groeide het uit tot een kind.
Nezha's twee oudere broers zijn ook machtige krijgers. De oudste is Jinzha (金吒), die een discipel van Manjusri Bodhisattva is. De een na oudste is Muzha (木吒), een discipel van Samantabhadra Bodhisattva.
Sommigen zoeken de oorsprong van Nezha in de Vedische god Nalakuvara. Een legende vertelt dat hij is geboren tijdens de Shang-dynastie.